# Castello di caccia di Glienicke
Il castello di caccia di Glienicke (in tedesco Jagdschloss Glienicke) è un antico edificio di Berlino, risalente alla fine del XVII secolo e più volte trasformato nei secoli.
Sito in un'area boscosa all'estremo limite sud-occidentale della città, nel quartiere di Wannsee, prende il nome dal limitrofo centro abitato di Klein Glienicke, appartenente alla città confinante di Potsdam.
L'edificio è posto sotto tutela monumentale (Denkmalschutz) ed è parte del patrimonio dell'umanità UNESCO denominato "Palazzi e parchi di Potsdam e Berlino".

## Storia
Il primo nucleo del castello venne costruito nel 1693 su progetto di Charles Philippe Dieussart per il principe elettore Federico III del Brandeburgo.
Nel 1860-61 il principe Federico Carlo di Prussia incaricò l'architetto di corte Ferdinand von Arnim di ampliare la costruzione aggiungendovi due ali laterali in stile barocco francese. Un ulteriore ampliamento seguì nel 1889, su progetto di Albert Geyer che sovralzò il corpo centrale e aggiunse una torre coronata da una copertura a cipolla.
Nel 1963-64 l'ingresso principale, posto al centro della facciata nord-occidentale, venne ricostruito in forme funzionaliste su progetto di Max Taut.

## Caratteristiche
Il castello, ornato sul lato nord-occidentale da un parco, è posto nelle vicinanze di altre importanti dimore nobiliari di campagna: immediatamente a nord sorge il castello di Glienicke, mentre a sud, sulla riva opposta del lago, si trova il castello di Babelsberg.